# Revolução cognitiva
Revolução Cognitiva foi uma expressão utilizada em (1985) por Howard Gardner para designar um movimento científico iniciado nos anos 50, que deu origem à chamada ciência cognitiva. Um movimento interdisciplinar que combina novas ideias da psicologia, da antropologia e da linguística, mesclando-as com os recentes campos da inteligência artificial, ciência da computação e neurociência.
Os dois trabalhos mais relevantes que iniciaram este movimento foram a revisão do livro Conduta Verbal de Skinner feita por Chomsky (1957) e a publicação de "Cognitive Psychology" por parte de Ulrich Neisser (1967).

## Ideias centrais
A ideia-chave da psicologia cognitiva era de que, pelo estudo e desenvolvimento de funções da inteligência artificial e da ciência da computação, tornava-se possível fazer inferências comprovadas sobre os processos mentais humanos. Esta abordagem foi chamada de engenharia reversa.
Esta revolução cognitiva foi uma resposta ao pensamento behaviorista, escola predominante de psicologia experimental à época e muito importante no desenvolvimento inicial da Psicologia, libertando-a da pura especulação filosófica. O behaviorismo entendia que a psicologia poderia se tornar apenas uma ciência objetiva se fosse baseada no comportamento observável, em assuntos testados em experiências de laboratório. Como os eventos mentais não podem ser observáveis, os psicólogos behavioristas evitavam abordar a descrição dos processos mentais ou da mente em suas pesquisas.

## Behaviorismo
Jerome Bruner, por outro lado, a caracterizou como "um esforço completo para estabelecer o sentido como o conceito central da psicologia [-]". Não a considera um movimento contra o behaviorismo, mas como uma forma de "transformar o behaviorismo em uma maneira mais competente de desempenhar a psicologia" adicionando-se um pouco de mentalismo nela. Seu objetivo seria então "descobrir e descrever formalmente o sentido que os seres humanos criam de suas experiências com o mundo", e então propor hipóteses sobre estes processos. (Bruner, 1990, Atos do Sentido, p. 2)
O foco cognitivo foi posto em prominência pelo livro de Donald Broadbent Percepção e Comunicação em 1958. A publicação do livro Psicologia Cognitiva por Ulric Neisser em 1967 é outro importante marco. Outros pesquisadores influentes foram Noam Chomsky, Herbert Simon e Allen Newell. A revolução cognitiva atingiu o seu ápice nos anos 80 com publicações de filósofos como Daniel Dennett e especialistas em inteligência artificial como Douglas Hofstadter.
Propagadores do movimento geralmente citam a lingüística Chomskiana como um marco para a queda do behaviorismo do apelo popular. Deve-se notar, entretanto, que o termo "behaviorismo" é um termo amplo que utiliza distintos enfoques que analisam o comportamento. No momento em que ocorre a Revolução Cognitiva o "behaviorismo" mais conhecido era aquele que utilizava a psicologia de estímulo-resposta de Kenneth Spence e Clark Hull. Outros behavioristas ainda sustentavam o modelo behaviorista de Skinner sobre a aquisição da linguagem (MacCorquodale 1970).

## Cinco ideias centrais
- Em The Blank Slate (2002), o psicólogo Steven Pinker identificou cinco ideias chaves: (Pinker 2003, p.31)

1. "O mundo mental pode estar enraizado no mundo físico pelos conceitos de informação, computação e feedback. (The mental world can be grounded in the physical world by the concepts of information, computation, and feedback.)
2. "A mente não pode ter um estado vazio porque estados vazios não fazem nada. (The mind cannot be a blank slate because blank slates don't do anything.) "
3. "Uma infinita gama de comportamentos pode ser gerada por uma finita combinação na programação da mente. (An infinite range of behavior can be generated by finite combinatorial programs in the mind)."
4. "Mecanismos mentais universais fundamentam variações superficiais entre culturas. (Universal mental mechanisms can underlie superficial variation across cultures) "
5. "A Mente é um sistema complexo composto de muitas partes que se interagem. (The mind is a complex system composed of many interacting parts)"

### Livros
- Baars, Bernard J. (1986) The cognitive revolution in psychology Guilford Press, New York, ISBN 0-89862-656-0
- Donald Broadbent (1958) Percepção e Comunicação.
- Bruner, Jerome Car la culture donne forme à l’esprit : de la révolution cognitive à la psychologie culturelle, Paris, Eshel, 1991.
- Gardner, Howard (1986) 'The Mind's New Science: A History of the Cognitive Revolution Basic Books, New York, ISBN 0-465-04634-7; reeditado em 1998 com um epílogo do autor: "Cognitive science after 1984" ISBN 0-465-04635-5
- Johnson, David Martel and Emeling, Christina E. (1997) The future of the cognitive revolution Oxford University Press, New York, ISBN 0-19-510334-3
- LePan, Don (1989) The cognitive revolution in Western culture Macmillan, Basingstoke, England, ISBN 0-333-45796-X
- Murray, David J. (1995) Gestalt psychology and the cognitive revolution Harvester Wheatsheaf, New York, ISBN 0-7450-1186-1
- Neisser, U (1987) Concepts and conceptual development: ecological and intellectual factors in categorization. Cambridge University Press
- Olson, David R. (2007) Jerome Bruner: the cognitive revolution in educational theory Continuum, London, ISBN 978-0-8264-8402-4
- Richardson, Alan and Steen, Francis F. (editors) (2002) Literature and the cognitive revolution Duke University Press, Durham, North Carolina, being Poetics today 23(1), OCLC 51526573
- Royer, James M. (2005) The cognitive revolution in educational psychology Information Age Publishing, Greenwich, Connecticut, ISBN 0-8264-8402-6
- Simon, Herbert A. et al. (1992) Economics, bounded rationality and the cognitive revolution E. Elgar, Aldershot, England, ISBN 1-85278-425-3
- Todd, James T. and Morris, Edward K. (editors) (1995) Modern perspectives on B. F. Skinner and contemporary behaviorism (Series: Contributions in Psychology, no. 28) Greenwood Press, Westport, Connecticut, ISBN 0-313-29601-4